# Вирус лейкоза кошачьих
Вирусная лейкемия кошачьих (ВЛК, лат. Feline leukemia virus, FeLV) — вид ретровирусов, инфицирующих представителей семейства кошачьих. Вызывает у кошек заболевание, похожее на рак, являющееся вирусной формой лейкоза. Признаётся очень опасной инфекцией, часто приводящей к летальному исходу.

## Прогноз
В большинстве случаев прогноз неблагоприятный. Инфицированная кошка погибает от развития различных онкологических процессов

## Лечение
Конкретного селективного лечения против вируса лейкоза кошек не существует. Возможна поддержка иммуномодуляторами. В последние годы в лечении FeLV применяются ралтегравир и биктегравир - препараты, используемые при лечении ВИЧ у людей (например, такие марки, как Исентресс, Таффик). Данные препараты назначаются пожизненно и при своевременном начале терапии позволяют значительно сократить вирусную нагрузку в организме кошки.

## Описание
Вирус лейкоза FeLV был впервые описан в 1964 году учёным Уильямом Джарретом (W. Jarrett et al., Nature 202:566) в университете Глазго. Имеет диаметр 100—110 нм и сферическую форму.
Существует четыре типа вируса: A, B, C и Т, которые также имеют несколько подтипов.
Территориально вирус распространён повсеместно, но неравномерно.
Наиболее восприимчивыми к инфекции являются котята в возрасте 4 месяцев. Источником инфекции являются стареющие кошки. Вирус находится в слюне, выделениях из носа.
Вирус часто вызывает снижение иммунитета, которое приводит к анемии и лейкопении.

## Профилактика
Для профилактики заболеваний рекомендуется вакцинация. Первая вакцинация проводится на 9-й неделе после рождения, а через 2—4 недели повторная. В дальнейшем рекомендуется ежегодная вакцинация.